# Puertoricokråka
Puertoricokråka (Corvus pumilis) är en utdöd fågel i familjen kråkfåglar inom ordningen tättingar. Den är endast känd från benlämningar funna på Puerto Rico och ön Saint Croix i Amerikanska Jungfruöarna. Den var tydligt mindre än hispaniolakråka som den en gång var sympatrisk med på Puerto Rico. Den förra är även den utdöd på ön. Puertoricokråkan ockuperade troligen en annan ekologisk nisch, levde till skillnad från hispaniolakråkan i låglänta områden och hade en annorlunda näbb. Med största sannolikhet dog den ut kort efter att människan kom till ön.